# 摩臣公共運輸交匯處
摩臣公共運輸交匯處（英語：Mawson Interchange）是南澳洲阿德萊德交通的大型公共運輸交匯處，位於摩臣湖。為高勒線以及巴士的中轉站，距離阿德萊德站約14.3公里（8.9英里）。

## 歷史
摩臣公共運輸交匯處屬於摩臣連接計劃（Mawson Connector）工程一部份，整個工程造價為1130萬澳元。摩臣連接計劃工程於2005年1月開始動工，包括興建一條1.3公里的歐德司馬富道（Elder Smith Road），連接梳士巴利公路及大北道；以行車天橋方式跨越高勒線，並興建公共運輸交匯處。摩臣公共運輸交匯處於2006年2月26日啓用，相隔二十年首個新火車站。

## 月台分佈
| 月台 | 目的地         |
| ---- | -------------- |
| 1    | 高勒／高勒中央 |
| 2    | 阿德萊德       |

## 交通接駁
除了火車以外，阿德萊德交通營運五條巴士路線途經公共運輸交匯處：
| 路線 | 來往                                      | 途經                   |
| ---- | ----------------------------------------- | ---------------------- |
| 222  | 阿德萊德                                  | 大北道                 |
| 224  | 阿德萊德／伊利沙伯站                      | 大北道、梳士巴利公路   |
| 411  | 梳士巴利站                                | 柏立非路花園、柏立老圍 |
| 501  | 阿德萊德（繁忙時間） 北樂提（非繁忙時間） | O-Bahn                 |
| 565  | 英告坊                                    | [ 7 ]                  |

在多倫士鐵路交匯計劃（英語：Torrens Rail Junction Project）工程進行期間，本站以南之高勒線車站均會停駛，並設免費接駁巴士連接市中心：
- ML1： 市中心（各停）
- ML2： 市中心（特急）

## 外部連結
- 维基共享资源上的相關多媒體資源：摩臣公共運輸交匯處
- 工程畫廊 規劃運輸基建署官方網站